# Union Mondiale de Billard
Die Union Mondiale de Billard (UMB) ist der Welt-Dachverband des Karambolagebillardsports und der WCBS angegliedert.

## Geschichte

### 1903 bis 1923
Am 16./17. Dezember 1923 gründete man im Brüsseler „Café Marnix“ mit der Fédération Internationale des Amateurs de Billard (FIAB) den ersten Karambolageweltverband. Er ging aus dem französischen Nationalverband Fédération Française des Amateurs de Billard (FFAB) hervor, diese wiederum aus der Vereinigung der Fédération des Sociétés Françaises des Amateurs de Billard (FSFAB) und der Fédération Française de Billard (FFB) hervorging. Beide Verbände richteten von 1903 bis 1913 parallel Weltmeisterschaften (Cadre) aus. In den Vereinigungsstatuten wurde beschlossen, nur die FFB-Weltmeisterschaften offiziell als solche anzuerkennen, den FSFAB-Weltmeisterschaften wurde dieser Status somit im Nachhinein aberkannt. Sie gelten damit als inoffizielle Weltmeisterschaften.

### 1924 bis 1959
1924, wurde die FIAB in Union Internationale des Fédérations des Amateurs de Billard (UIFAB) umbenannt. Als Weltverband kümmerte sie sich, aufgrund fehlender Kontinentalverbände, ebenfalls um die Organisation und Ausrichtung von Kontinentalmeisterschaften. Dies betraf auch die südamerikanischen Nationalverbände, die sich, zu Recht, vom fernen Europa gegängelt und bevormundet fühlten. Aber auch europäische Nationalverbände, im Besonderen die Niederlande, Belgien, Deutschland und das Saarland (nach dem Krieg zunächst nicht zu Deutschland gehörig), waren nach dem Zweiten Weltkrieg mehr als unzufrieden mit der UIFAB. So kam es, dass die vorgenannten vier europäischen Nationalverbände 1956 mit der Fédération Internationale de Billard (FIB) den ersten europäischen Nationalverband gründeten, die Südamerikaner machten es ihnen nach. Durch den Mitgliederschwund traten in den folgenden Jahren Zerfallserscheinungen auf, die dann zunächst 1958 in der Auflösung, bzw. Umbenennung der FIB in die neu gegründete Confédération Européenne de Billard (CEB) mündeten, der 11 weitere europäische Nationalverbände beitraten. Da die UIFAB nun fast keine Mitglieder mehr besaß, wurde sie 1959 aufgelöst, bzw. ging in der am 1. Juni 1959 in Madrid gegründeten UMB auf. Alle Kontinentalverbände schlossen sich ihr an. Fortan war sie nun ausschließlich nur noch für die weltweite Vermarktung, Darstellung und Entwicklung des Karambolagebillards (inklusive 5-Kegel-Billard) verantwortlich.
Der Verband besitzt die Hoheit über die allgemein gültigen Regeln des Karambolagebillards sowie über alle Turniere mit Beteiligung von Sportlern mehrerer untergliederter Verbände, insbesondere über Weltmeisterschaften und Weltcupturniere.
Als ersten Vorstand beriefen die Mitglieder folgende Personen:
- Eduardo Martin-Martin, Präsident
- Georges Troffaes, 1. Vizepräsident (gleichzeitig auch Präsident der CEB und des Belgischen Billardverbandes)
- Alberto Conte, 2. Vizepräsident
- Albert Trillat, Generalsekretär

### Seit 1959

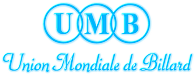
Altes Logo bis 2016

Während der Karambolage-Europameisterschaften 2015 und des gleichzeitig stattfindenden CEB-Kongresses, gab Jean-Claude Dupont († 20. Feb. 2023 in Gent), bis dato Präsident der UMB, aus gesundheitlichen Gründen seinen Rücktritt bekannt. Nachfolger wurde der aus Valencia/Spanien stammende Vizepräsident Fernando Requena, der von 1998 bis 2012 Präsident des spanischen Verbandes war. Auf ihrer Jahresversammlung in Brandenburg gab gleichzeitig die CEB bekannt, Dupont zum Ehrenmitglied zu ernennen. Seit 2016 ist der ehemalige Sportdirektor Farouk el-Barki der UMB neuer Präsident.

## TV-Vermarktung und Ausbau ab 2018
Seit 2010 lässt der Weltverband seine Turniere vom französisch-koreanischen Internet-TV-Sender Kozoom vermarkten. Über die Jahre kamen zu den anfänglich nur europäischen Turnierübertragungen koreanische Turniere, dann panamerikanische und schließlich auch Einladungsturniere wie die traditionellen Verhoeven Open. Auf dem letzten Weltcup-Turnier des Jahres 2017 im ägyptischen el-Guna ging die UMB einen „historischen Vertrag“ mit Kozoom ein.

„Diese Vereinbarung wird Dreiband auf ein neues, höheres Niveau heben und alle Spieler unter dem UMB-Schirm vereinen.“

Dieser Vertrag sieht vor, dass Kozoom in den nächsten 5 Jahren, bis 2023, alle Übertragungsrechte an UMB-Turnieren zugesagt werden. Darüber hinaus darf Kozoom eigene, neue Turniere, wie einen Kontinental-Cup und eine ganze Reihe von Masters, ausrichten. Die UMB reserviert dafür 24 Wochen in ihrem Terminkalender, sodass es nicht zu Parallelveranstaltungen kommt. Bei jedem dieser Turniere wird es ein Preisgeld von je 150.000 € geben. Weiterhin wird das Preisgeld der Weltcups auf 106.500 € erhöht, bei der WM auf 118.500 €. Damit übersteigt das Preisgeld aller Turniere 2018 mit 1,5 Mio. € ebenfalls eine historische Marke.
Der Gründer und Co-Direktor von Kozoom, Xavier Carrer, sagte dazu:

„We truly believe this is the best way for 3-Cushion to grow by keeping all players, professionals and amateurs, unified.“

„Wir glauben wirklich, dass dies der beste Weg ist, um Dreiband weiter zu entwickeln, indem alle Spieler, Profis und Amateure vereint bleiben.“

Bis zur Saison 2019/20 übertrug das französische Billardportal Kozoom alle UMB-Turniere im Internet und wurde auch teilweise von ausrichtenden nationalen Sendern übernommen. Ab der Saison 2021/22 übernimmt diese Aufgabe der koreanische Partner von Kozoom Five&Six. Ab Mai 2023 übertrug Afreeca TV, ein Partner von Five& Six, alle Spiele von UMB Veranstaltungen. Im Sommer 2024 wurde Afreeca TV in SOOP umbenannt.

## Der KBF-Konflikt 2018

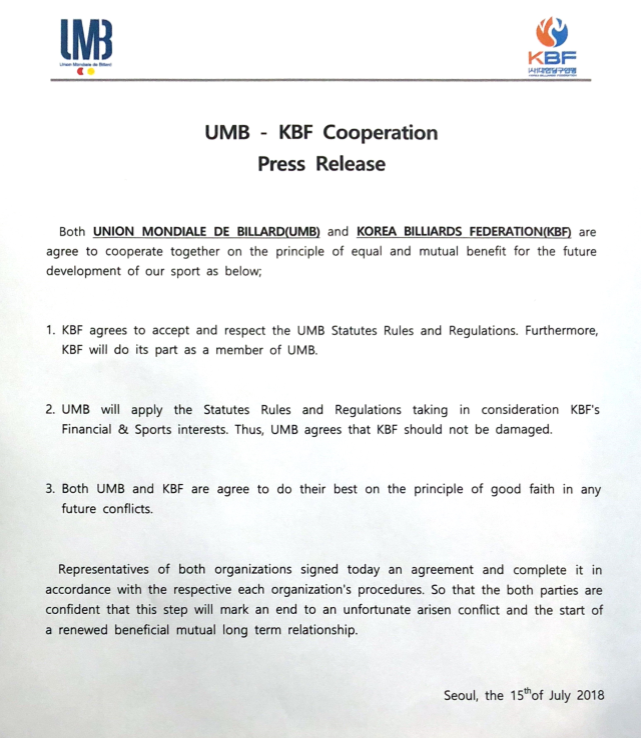
Pressebericht vom 15. Juli 2018 über die neugeschlossene Kooperation zwischen UMB und KBF

Im Dezember 2017 schloss die UMB neue Verträge mit den Ausrichtern neuer Turniere ab, darunter auch denen des Dreiband Challenge Masters (3CC). Diese stellten auch hohe Preisgelder in Aussicht, auch wenn es dafür keine Weltranglistenpunkte gibt, da es sich mehrheitlich um Einladungsturniere handelt. So bietet sich den Spielern jedoch die Möglichkeiten auf Erhöhung ihrer Börsen, von denen bekannt ist, dass sie nicht mit denen im Snooker zu vergleichen sind. Im Frühjahr 2018 regte sich Widerstand des koreanischen Verbandes Korea Billiards Federation (KBF) gegen die TV-Vermarktungsrechte. Hintergrund waren Forderungen der Sponsoren auf eigene TV-Rechte. Seitens der UMB gibt es aber einen langjährigen Vertrag mit Kozoom. Dies war dem KBF bekannt und auch so unterschrieben worden. Die UMB sah ihrerseits keinen Handlungsbedarf über vertragliche Änderungen. Die KBF zog daraus Konsequenzen, verbot den koreanischen Spielern, unter Androhung von Sperrungen und Strafzahlungen, die Teilnahme an UMB-Turnieren nach dem Weltcup in Porto. Viele erinnerte dies an die anfänglichen Querelen der UMB ihrerseits mit der Billiards Worldcup Association (BWA) in den frühen 1990er-Jahren.

Die KBF beharrte auf ihrem Standpunkt und war zu keinen Gesprächen bereit. Der Vorsitzende Nam versendete interne E-Mails an verschiedene Spieler, um diese zur Parteilichkeit zu bewegen. So kam es dazu, dass einigen koreanischen Topspielern die Teilnahme am ersten 3CC im heimischen Seoul verwehrt wurde. Der UMB-Präsident Farouk el-Barki setzte einen erneuten Termin zu Gesprächen mit der KBF an. Er machte erneut darauf aufmerksam, dass dies ein gefährliches Spiel der KBF sei, da diese vom NOC, der nächsthöheren Instanz, gesperrt werden könnte. Am Finaltag des Turniers fand das Treffen statt, die KBF lenkte ein und bestätigte erneut die Regulären der UMB. Spielersperren wurden aufgehoben.

## Der PBA-Konflikt 2019
Nachdem der Konflikt mit der KBF beigelegt war, schloss sich zum Jahresanfang 2019 der Nächste an, diesmal mit der, ebenfalls in Korea beheimateten, Professional Billiards Association (PBA). Nach den ersten Verlautbarungen der PBA-Initiatoren 2017 suchte die UMB das Gespräch um sich über das weitere Vorgehen und die Modalitäten zu verständigen. Die PBA war ihrerseits nicht bereit sich auf die Modalitäten zum Beitritt, der Ausrichtung von Turnieren und den Fernsehübertragungen einzulassen, die UMB war wiederum nicht bereit ihre Spieler an einen Nicht-Mitgliedsverband „auszuleihen“ bzw. freizustellen. Ein ähnlicher Konflikt fand schon einmal in den 1980er-/1990er-Jahren mit der Billiards Worldcup Association (BWA), dem Initiator des Dreiband-Weltcup statt. Die Unruhen zwischen beiden Verbänden zogen sich über Wochen ergebnislos hin. Der Präsident der UMB el-Barki äußerte sich im Anschluss an die Siegerehrung beim Weltcup im türkischen Antalya wie folgt:

„Wir werden nicht zögern, Spieler für längere Zeit zu sperren, wenn sie an diesen nicht genehmigten Turnieren teilnehmen. Wir akzeptieren nicht, und ich betone, dass wir das niemals tun werden, dass Spieler in Turnieren spielen, die nicht von der UMB genehmigt wurden. Sie müssen wissen, dass wir enorme Strafen verhängen werden und nicht nur die Spieler sperren, sondern auch eine Rückkehr für Jahre verhindern werden. Während zwei private Unternehmen versuchen, unseren Sport und das, was wir in den letzten drei Jahren aufgebaut habe, zu zerstören, arbeitet die UMB weiter unermüdlich and er [sic] Entwicklung des Dreibandsports.“

Die CEB-Präsidentin Diane Wild zog mit den Worten gleich:

„Es ist klar, dass die CEB die UMB voll unterstützen wird. Eine UMB-Sanktion wird automatisch auf CEB- und nationaler Ebene angewendet. Genau wie auch das Gegenteil der Fall wäre, wird ein von seinem Verband gesperrter Spieler automatisch von der CEB und der UMB gesperrt.“

Der Gründer und CEO der Kozoom-Group, mit einer Niederlassung in Seoul, Xavier Carrer, kommentierte die Vorgehensweise der PBA wie folgt:

„Bravo & New versuchen zusammen mit Kimchi das zu zerstören, was die UMB und Kozoom in den letzten drei Jahren aufgebaut hat. Bravo & New hat eine sehr aggressive Strategie, um den Billardmarkt zu übernehmen. Sie sind nicht auf die UMB und die Entwicklung ihres Geschäfts außerhalb von Korea angewiesen. Ihr Geschäftsmodell basiert nicht nur auf dem Medienmarkt, sondern auch im Ausrüstungsgeschäft. In der Hauptsache geht es um den Verkauf von Queues und Billardtischen.“

Die beide Parteien nutzten mehrere UMB-Turniere, um dort weitere Verhandlungen zu führen, allesamt ergebnislos. Die UMB verkündete im Mai eine Sperrandrohung, die sie zum 15. Juli 2019, dem Saisonbeginn 2019/20, in die Tat umsetzte und eine einjährige Sperre für folgende Top-Spieler (Liste nicht komplett) aussprach:
| - Nr. 002 Frédéric Caudron (bis 2023) - Nr. 020 Eddy Leppens - Nr. 021 Javier Palazón - Nr. 027 Filipos Kasidokostas - Nr. 028 Birol Uymaz (bis 2023) - Nr. 030 Kang Dong-koong - Nr. 032 Tonny Carlsen (bis 2021) - Nr. 038 Dương Anh Vũ - Nr. 039 Robinson Morales (bis 2021) | - Nr. 042 David Martinez - Nr. 045 Oh Sung Uk - Nr. 047 Seo Hyun Min - Nr. 048 Pedro Piedrabuena (bis 2021) - Nr. 053 Juan David Zapata Garcia - Nr. 062 Kostas Papakonstantinou (bis 2023) - Nr. 077 Adnan Yüksel - Nr. 081 Glenn Hofman (bis 2021) - Nr. 115 Jean Paul de Bruijn (bis 2021) |

Die angegebenen Weltranglistenplätze sind mit dem Stand vom 15. Juli 2019.
Die UMB verhängt je PBA-Turnierteilnahme ein Jahr Sperre, längstens jedoch drei Jahre.
Die Disziplinarkommission der CEB gab am Wochenende 14./15. September 2019 nach ihrer Beratung die Sperre von 18 Spielern bekannt und bestätigte damit die Sperren der UMB.

## Preisgeld/Boni
Im Januar 2022 gab die UMB bekannt, dass sie ab diesem Zeitpunkt einen Bonus für einen neuen Rekord ≥ 29 Punkten in der Höchstserie auszahlen will. Der aktuelle Rekord steht bei 28 Punkten (Stand: Jan. 2022) (s. hierzu auch: Liste der Rekorde im Dreiband). Dies gilt für alle von der UMB ausgerichteten Turniere bzw. von ihr genehmigten. Sie will damit einen Anreiz für bessere Leistungen geben und dadurch die Förderung des Sports steigern.

„UMB is confident that this record-incentive bonus will increase the motivation of players for a  better performance and promotion of our sport.“

## Vorstand
| Präsident:            | Farouk el-Barki |
| Vizepräsidenten:      | Fernando Requena (Finanzen) Wolfgang Rittmann (†) (Europa) Carlos A. Rivera (Amerika) Young Chul-chang (Asien) Alsharif Alhussein (Afrika) |
| Generalsekretär:      | Rainer Selgrath |
| Sportdirektor:        | Farouk el-Barki |
| Presse und Marketing: | Steve Lee |
| Weitere Vorstände:    | Helmut Biermann Nishio Gaku |

## Angeschlossene Verbände
Der UMB sind die vier Kontinentalverbände
- CEB (Confédération Européenne de Billard)
- ACBC (Asian Carom Billiard Confederation)
- ACC (African Carom Confederation)
- CPB (Confederacion Panamericana de Billar)

sowie die Landesverbände
- United States Billiard Association (USBA)
- Fédération Algérienne de Billard (FAB)
- Federação Portuguesa de Bilhar (FPB)

der USA, Algeriens und Portugals angeschlossen.

## Veröffentlichungen

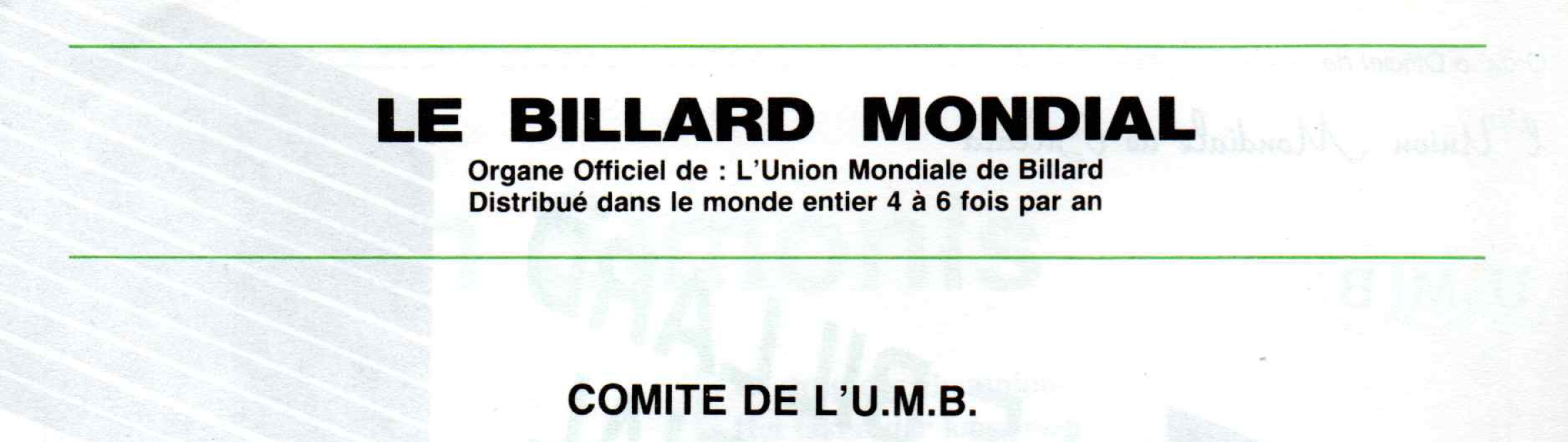
Ausgabe No. 1, 1986

Seit Anfang der 1970er-Jahre geb die UMB ihre Verbandszeitschrift „Le Billard Mondial“ heraus. Die Einstellung dieser ging mit der Veröffentlichung ihrer online Webpräsenz einher (ca. Anfang der 2000er-Jahre).